# Gwon Jung-hyeon
Gwon Jung-hyeon (em coreano:  권 중현; Utryung, 29 de julho de 1942) é um ex-ciclista olímpico sul-coreano. Jung-hyeon representou o seu país em três eventos nos Jogos Olímpicos de Verão de 1968, em Cidade do México.